# Eleição municipal de Araucária em 1951
A eleição municipal de Araucária de 1951 ocorreu no dia 22 de julho, junto dos municípios que estavam aptos a eleger prefeitos e vereadores. O prefeito eleito administraria a cidade a partir de 1º de fevereiro de 1952 e seu sucessor seria eleito em 1955. A eleição foi a única realizada no governo de Getúlio Vargas. Os eleitores araucarienses puderam escolher entre apenas dois candidatos a prefeito, além de diversos a vereador. O oposicionista e vereador Romualdo Sobocinski venceu o candidato de situação e governou a cidade por 4 anos.

## Resultados

### Eleição para prefeito
Conforme dados do TSE, foram computados 2.176 votantes, sendo 2.171 votos nominais, 43 brancos e 5 nulos. Não foram encontrados os candidatos a vice-prefeito. O resultado completo da eleição para prefeito é:
| Romualdo Sobocinski PTB   | 1.144 | 53,76% |
| Estanislau Lesniowski UDN | 984   | 46,24% |
| Fontes:                   |       |        |

### Eleição para vereador
Ao todo, foram eleitos 9 vereadores, tendo influência do quociente eleitoral. Os eleitos na ocasião são:
| Candidato(a)              | Partido | Votos | Percentual |
| ------------------------- | ------- | ----- | ---------- |
| Alderico Ozório           | UDN     | 166   | 7,64%      |
| Miceslau Jasiocha         | UDN     | 128   | 5,89%      |
| Ambrósio Campanholo       | UDN     | 110   | 5,06%      |
| Odilon Carrano            | PSD     | 100   | 4,60%      |
| Pedro Glir                | PTB     | 94    | 4,33%      |
| Francisco Ribeiro Cardoso | PTB     | 89    | 4,10%      |
| Vergílio Alves Pinto      | PSD     | 68    | 3,13%      |
| João José Valentini       | UDN     | 59    | 2,71%      |
| Abílio Fruet              | PR      | 56    | 2,57       |